# Bing & Grøndahl
Pour les articles homonymes, voir Bing et Grøndahl.

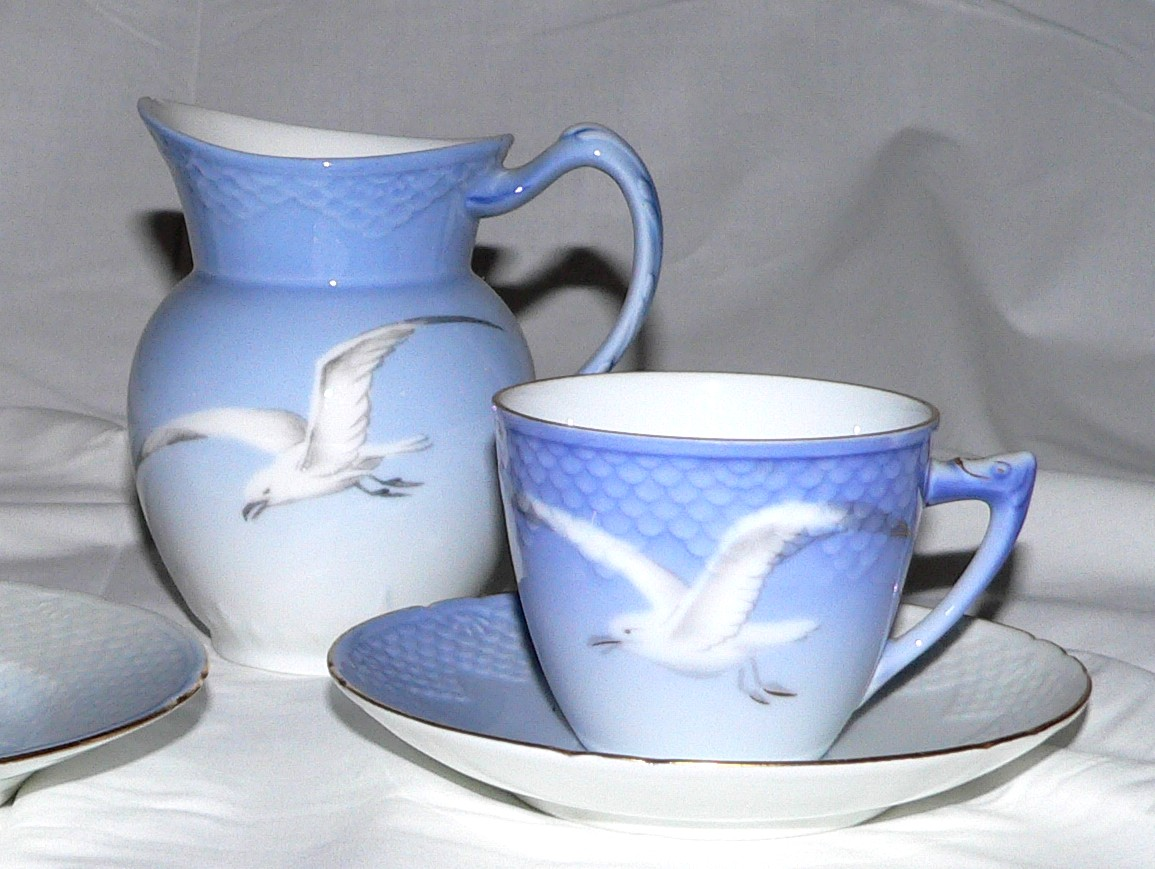
Porcelaine décorée du goéland créé par Fanny Garde, et qu'un foyer danois sur dix possédait.

Bing & Grøndahl était un fabricant danois de porcelaine, fondé en 1853 par le sculpteur  Frederik Vilhelm Grøndahl et les frères Meyer Hermann Bing (en) et Jacob Herman Bing (de), marchands. La série de services de table Goéland devint connu comme le service de table national danois dans les années 1950, un foyer sur dix en possédant un. En 1987, Bing & Grøndahl fusionna avec la Fabrique royale de porcelaine (Den Kongelige Porcelænsfabrik) pour devenir la Royal Copenhagen.

## Histoire

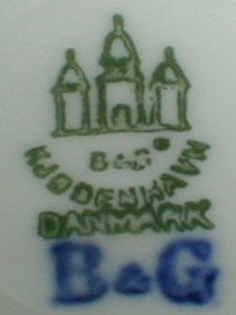
Le tampon de B&G reprend les trois tours figurant sur le blason de Copenhague

Bing & Grøndahl est fondé le 15 avril 1853 par Grøndahl, qui fabriquait des figurines à la Kongelige Porcelænsfabrik, et les frères Bing, libraires. La fabrique était située à Vesterbro, qui à l'époque était hors de Copenhague.
Bing & Grøndahl devait initialement produire des figurines en faïence biscuit dans le style néo-classique de Bertel Thorvaldsen, et ce n'est qu'ensuite que la société se tourna vers les services de table et les services à thé et café.
Le goéland, signature de la compagnie, est créé en 1892 par Fanny Garde (da), et les services qu'il orne furent très populaires après 1950, jusqu'aux années 1980.
En 1895, Bing & Grøndahl crée ses premières assiettes de Noël, qui furent ensuite rééditées chaque année pendant un siècle.
Le service à thé (en) dessiné par Gertrud Vasegaard (en)(designer chez Bing & Grøndahl) en 1956 est aujourd'hui un Canon de la culture danoise et un chef-d'œuvre du design danois.
Jean-René Gauguin obtint l'aide de B&G pour y réaliser ses céramiques.

## Galerie

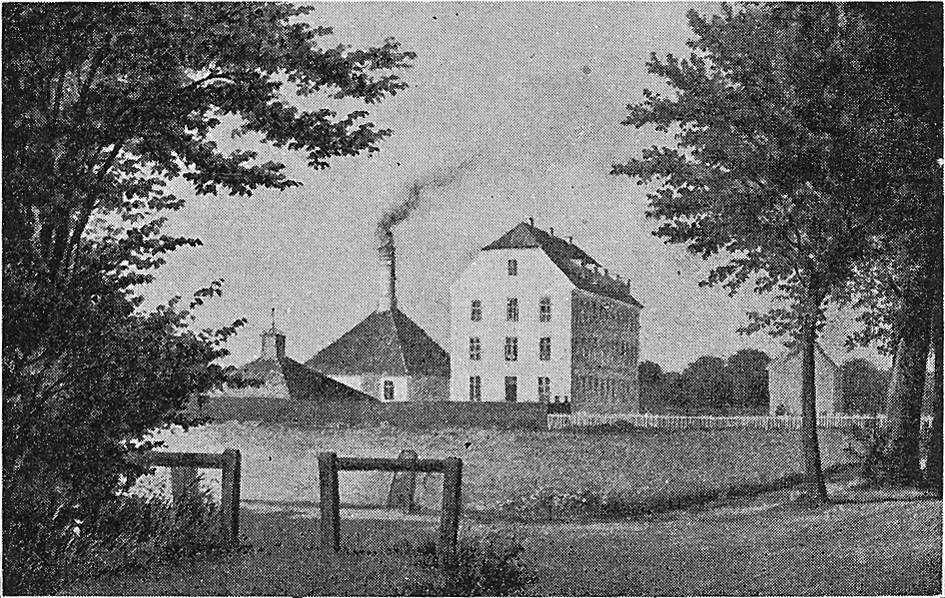
La fabrique en 1856 à Vesterbro
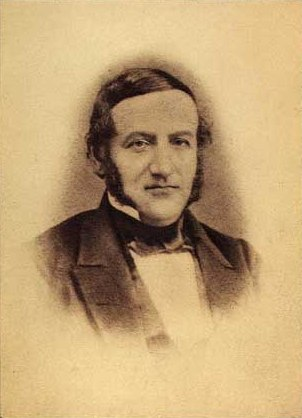
Meyer Hermann Bing (en), cofondateur de B&G
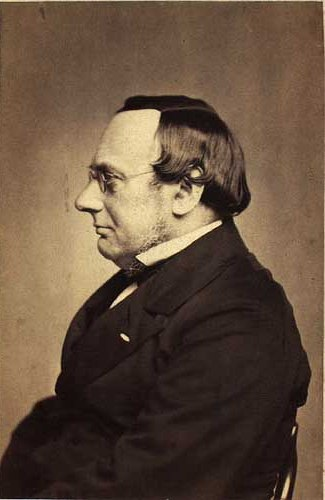
Jacob Herman Bing (de),  cofondateur de B&G
Flasque à parfum de B&G créée par Emma Kongsböll au début des années 1910
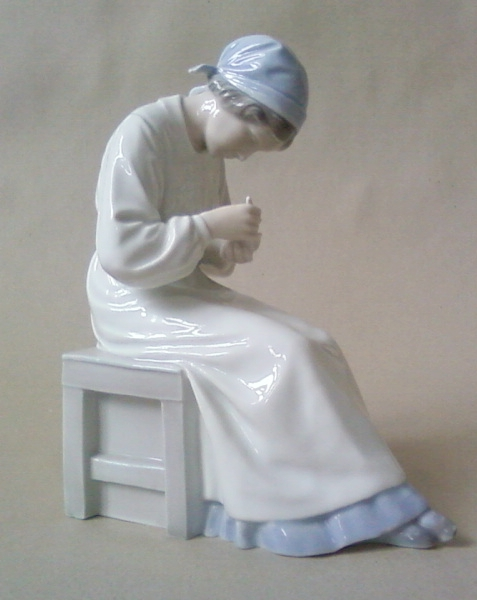
Le peintre de porcelaine, créé par Jens Peter Dahl-Jensen (en) pour  B&G
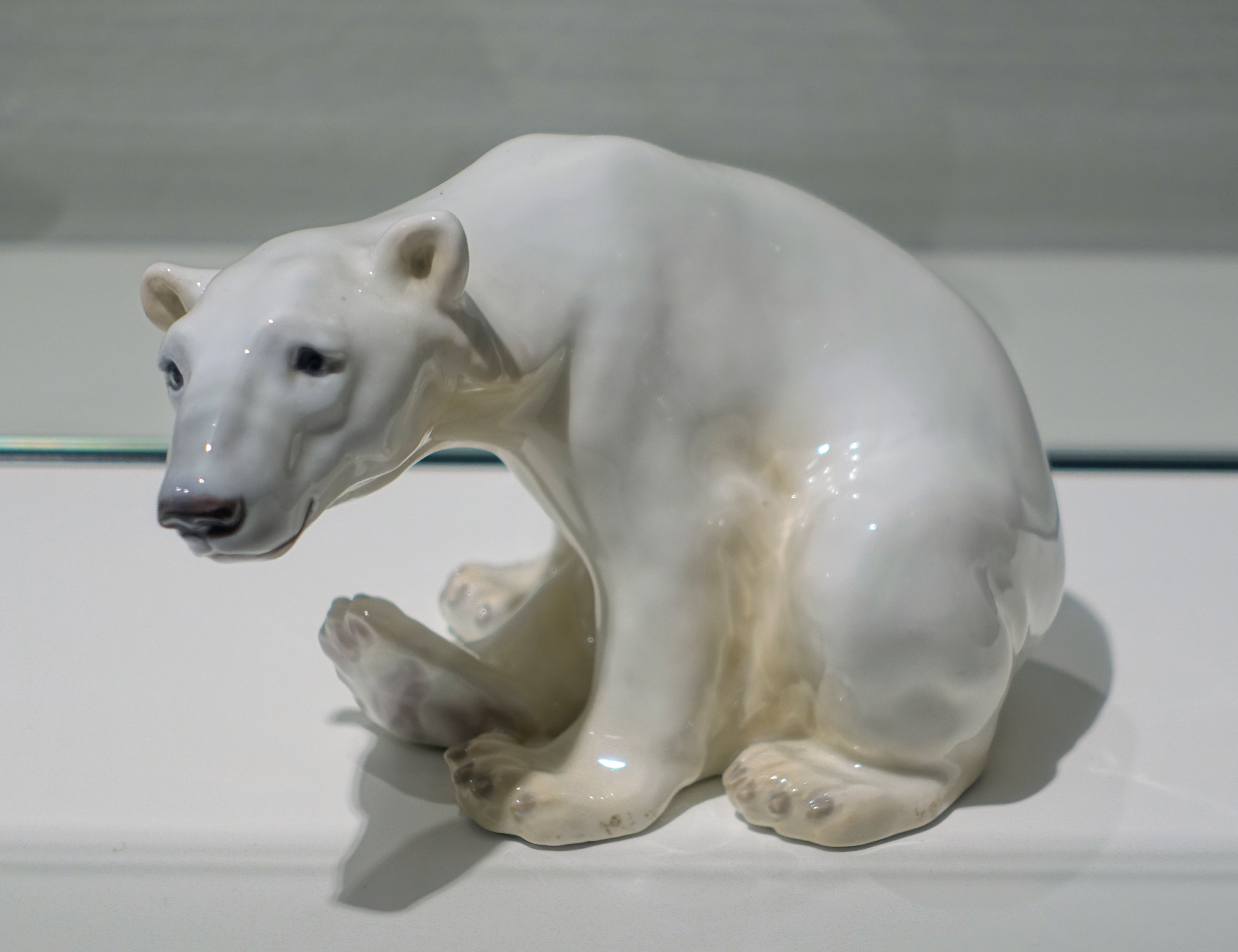
Ours polaire créé par Jens Peter Dahl-Jensen (en) pour B&G
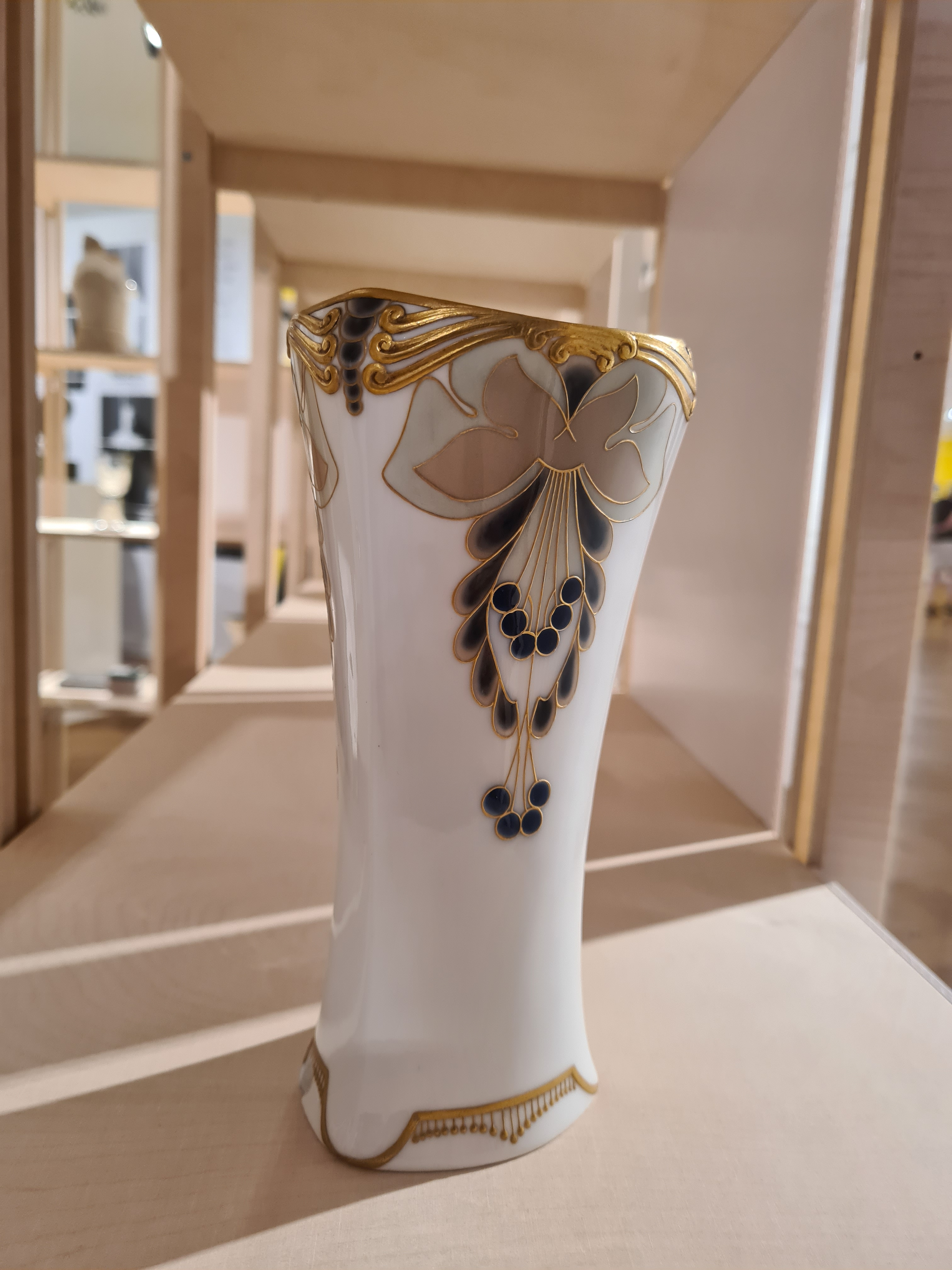
Vase d'Elisabeth Drewes Kofoed pour B&G